# Epilobium lipschitzii
Epilobium lipschitzii är en dunörtsväxtart som beskrevs av M.G. Pachomova. Epilobium lipschitzii ingår i släktet dunörter, och familjen dunörtsväxter. Inga underarter finns listade i Catalogue of Life.